# Velatepas
De Velatepas of Belate (Baskisch) (Alto de Belate of Puerto de Velate in het Spaans) is een bergpas in de Baskische Pyreneeën in het noorden van de Spaanse regio Navarra. De pas is 847 meter hoog en verbindt Pamplona in het zuiden met de vallei van de Bidasoa in het noorden. Via die laatste vallei is Irun en Frankrijk te bereiken.
De pasweg werd al in de Romeinse tijd gebruikt (tweede of derde eeuw). Op de pas zijn restanten van deze oude weg zichtbaar met enkele menhirs langs de oude route. De tocht over de pas is een belangrijke etappe van de pelgrimsroute naar Santiago de Compostella. De Baztan-route verbindt Bayonne via de Belate met Pamplona. De oude route gaat noordwaarts door de gemeente Baztan over de 602 meter hoge Puerto de Otsonde, maar vandaag gaat een snellere route ten westen van de bergen bij Hendaye via de vallei van de Bidasoa. Ook vandaag vormt de Velatepas nog een belangrijke verbinding tussen Zuidwest-Frankrijk (bijv. Bordeaux) en Spaanse steden als Pamplona, Zaragoza en Madrid. In 1995 werd de Belatetunnel onder de pas aangelegd.